# Денісова Людмила Леонтіївна
Людми́ла Лео́нтіївна Дені́сова (нар. 6 липня 1960, Архангельськ, РСФСР) — українська політична та державна діячка. Народний депутат України. Член партії «Народний фронт».
Міністр праці та соціальної політики України у другому уряді Юлії Тимошенко (2007–2010), міністр соціальної політики в уряді Арсенія Яценюка (27 лютого — 2 грудня 2014).
Уповноважений Верховної Ради України з прав людини (15 березня 2018 — 31 травня 2022).

## Освіта
У 1978 році закінчила Архангельське педагогічне училище за спеціальністю «вихователь дитсадка». З 1982 до 1989 року навчалася на юридичному факультеті Ленінградського державного університету за спеціальністю «Правознавство», а з 1993 до 1995 року в Таврійському інституті підприємництва та права на економічному факультеті за спеціальністю «Облік і аудит».

## Кар'єра
З 1979 до 1989 працювала вихователем дитсадків, секретарем судового засідання, завідувачем канцелярії, консультантом Архангельського обласного суду.
З 1990 до 1991 — юрисконсульт Кримського обласного комітету ЛКСМУ. З 1991 до 1993 — інспектор з кадрів, заступник начальника відділу надходження коштів і комерційної діяльності, в.о. начальника Кримського республіканського управління Пенсійного фонду України. З 1993 до 1998 — начальник управління Пенсійного фонду України в АР Крим.
У травні 1998 року призначена міністром економіки АР Крим. З липня 1998 по липень 2001 — міністр фінансів АР Крим. З липня 2001 року — начальник Кримського управління Державного казначейства України. Голова ТОВ «Корпорація „Гуматекс“». Член Міжвідомчої комісії з питань фінансової безпеки при Раді національної безпеки і оборони України (з травня 2001). З 2003 до 2005 — голова наглядової ради ТОВ «Корпорація „Гуматекс“», що спеціалізується на випуску текстилю для технологічних потреб. З 2005 до 2006 — голова корпорації «Гуматекс».
Депутат Верховної Ради Автономної Республіки Крим (серпень 2000 — квітень 2006).
З 2005 року — член партії ВО «Батьківщина».
18 грудня 2007 року Юлію Тимошенко, з відривом у два голоси, обрали прем'єр-міністром, а другий уряд Тимошенко сформували між «Блоком Юлії Тимошенко» і Блоком «Наша Україна — Народна самооборона», у якому Денісова була міністром праці та соціальної політики.
У жовтні 2009 року зайняла 15 місце в топ-100 «найвпливовіших жінок України», складений експертами для українського журналу Фокус (шість місць менше, ніж не-міністром та іншими членами Батьківщина Наталія Королевська).
Втратила посаду 11 березня 2010 року в зв'язку з відставкою Кабміну Тимошенко після перемоги на президентських виборах Віктора Януковича.
Денісова очолювала виборчий список партії «Батьківщина» на Кримських парламентських виборах у жовтні 2010 року, але «Батьківщина» не змогла подолати прохідний бар'єр.
З 27 лютого 2014 року — Міністр соціальної політики в уряді Арсенія Яценюка.

## Сім'я
Мати Анкудінова Ніна Іванівна (1934) — пенсіонерка. Чоловік Денісов Олександр Іванович (1961) — директор МП «Олів'є». Дочки Олена (1985) і Олександра (1987).
У декларації держслужбовця за 2013 члени сім'ї не фігурують.

## Парламентська діяльність
Квітень 2002 — кандидат в народні депутати України по виборчому округу № 8 АР Крим, самовисування. «За» 17.05 %, 3 місце з 9 претендентів. На час виборів: начальник управління Державного казначейства АР Крим, безпартійна.
Народний депутат України 5-го скликання з 25 травня 2006 до 19 червня 2007 від «Блоку Юлії Тимошенко», № 115 в списку. Заступник голови Комітету з питань соціальної політики та праці. 19 червня 2007 достроково припинила свої повноваження під час масового складення мандатів депутатами-опозиціонерами з метою проведення позачергових виборів до Верховної Ради України.
Народний депутат України 6-го скликання з 23 листопада до 19 грудня 2007 від «Блоку Юлії Тимошенко», № 71 в списку. Склала депутатські повноваження 19 грудня 2007.
З 12 грудня 2012 — народний депутат України 7-го скликання від партії Всеукраїнське об'єднання «Батьківщина», № 38 в списку. Голова підкомітету з питань державного соціального страхування, розвитку соціального діалогу та діяльності об'єднань громадян сторін соціального діалогу Комітету з питань соціальної політики та праці.
На позачергових виборах до Верховної ради 2014 року обрана народним депутатом України 8-го скликання за партійним списком (№ 15) від «Народного фронту».
Голова Комітету Верховної Ради з питань соціальної політики, зайнятості та пенсійного забезпечення. Керівник Постійної делегації України в Парламентській асамблеї Організації Чорноморського економічного співробітництва.

## Уповноважений ВРУ з прав людини
З 15 березня 2018 року обрана та призначена Верховною Радою України Уповноваженим ВРУ з прав людини.. 31 травня 2022 року Верховна Рада звільнила Денісову з посади Уповноваженого з прав людини, за це проголосували 234 депутати. Перед цим народні депутати зібрали необхідну кількість підписів для оголошення недовіри Денісовій, яка повідомила, що її звільнили після наради в президента.

## Скандали
27 квітня 2022 р. під час російського вторгнення в Україну генпрокурор України Венедіктова заявила, що Денісова не передавала до прокуратури матеріалів про зґвалтування, про які вона писала в соцмережах.

## Нагороди
- Почесна грамота Ради міністрів АР Крим (2000);
- Подяка Президента України (2000);
- орденом «За заслуги» III ступеня (22 січня 2019) — за значний особистий внесок у державне будівництво, зміцнення національної безпеки, соціально-економічний, науково-технічний, культурно-освітній розвиток Української держави, вагомі трудові досягнення, багаторічну сумлінну працю[15].

## Бізнес
Володіє 19,06 % акцій ПАТ «Кримзалізобетон».